# Faunis baliensis
Faunis baliensis är en fjärilsart som beskrevs av Rothschild 1916. Faunis baliensis ingår i släktet Faunis och familjen praktfjärilar. Inga underarter finns listade i Catalogue of Life.